# Tour d'Auvergne
Pour les articles homonymes, voir La Tour d'Auvergne (homonymie).
Le Tour d'Auvergne  est une course cycliste disputée tous les ans au mois de juillet. Créée en 2010, l'épreuve fait partie du calendrier élite nationale de la Fédération française de cyclisme depuis 2014.

## Palmarès
| Année | Vainqueur                | Deuxième          | Troisième                |
| ----- | ------------------------ | ----------------- | ------------------------ |
| 2010  | Benjamin Cantournet      | Paul Moucheraud   | Alexis Coulon            |
| 2011  | Maxime Mayençon          | Yannick Martinez  | Kévin Pigaglio           |
| 2012  | Thomas Rostollan         | Jérôme Mainard    | Sébastien Fournet-Fayard |
| 2013  | Pierre Gouault           | François Bidard   | Sébastien Fournet-Fayard |
| 2014  | Flavien Dassonville      | Alexis Dulin      | Julien Liponne           |
| 2015  | Sylvain Georges          | Nikolay Cherkasov | Samuel Plouhinec         |
| 2016  | Sébastien Fournet-Fayard | Yoann Paillot     | Bastien Duculty          |
| 2017  | Fabien Schmidt           | Adrien Guillonnet | Alexis Guérin            |
| 2018  | annulé                   |                   |                          |